# Sericusia lanata
Sericusia lanata är en tvåvingeart som beskrevs av Edwards 1937. Sericusia lanata ingår i släktet Sericusia och familjen svävflugor. Inga underarter finns listade i Catalogue of Life.